# Commonwealth Arena and Sir Chris Hoy Velodrome
Le Commonwealth Arena and Sir Chris Hoy Velodrome, également appelé Emirates Arena, est une aréna et un vélodrome situé dans le quartier de Dalmarnock (en) à Glasgow en Écosse.
Construit pour les Jeux du Commonwealth de 2014, il en a accueilli les compétitions de badminton et de cyclisme sur piste. Sportscotland (en) et Scottish Cycling (en) y ont leur siège.

## Construction
L'arena est bâtie sur un terrain de 12,5 hectares. Elle a coûté 113 millions de livres et a été construction entre 2009 et 2012, pour ouvrir ses portes en octobre 2012.
Le complexe porte le nom de la compagnie aérienne Emirates en application d'un contrat de naming d'une durée de dix ans, soit jusqu'en 2022, contre cinq millions de livres,.

## Arena

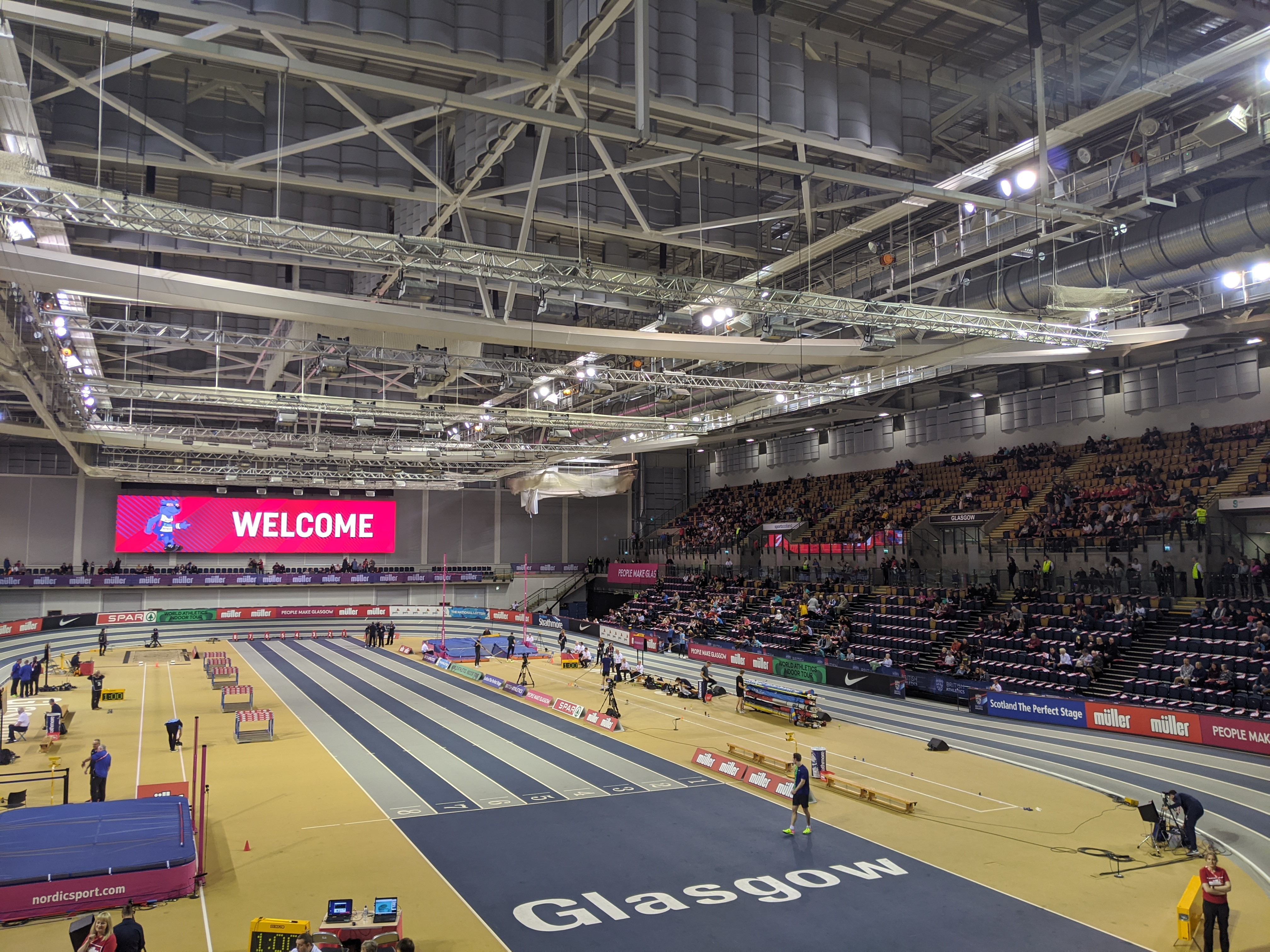
L'arena en configuration athlétisme

L'arena a une capacité de 6 500 spectateurs. Lors des Jeux du Commonwealth de 2014, treize courts de badminton y trouvaient place. 
De 2013 à 2015, l'arena a accueilli le Glasgow International Match (en), un meeting d'athlétisme. En 2016, le Birmingham Indoor Grand Prix, un meeting d'athlétisme organisé habituellement à Birmingham, s'y est déroulé. L'Arena accueille les Championnats d'Europe d'athlétisme en salle 2019.
Depuis 2018, l'Arena est le théâtre de l'Open écossais de snooker.
En 2019, l'arena accueille les championnats d'Europe d'athlétisme en salle 2019, puis est désigné pour accueillir les championnats du monde d'athlétisme en salle 2024.

## Vélodrome

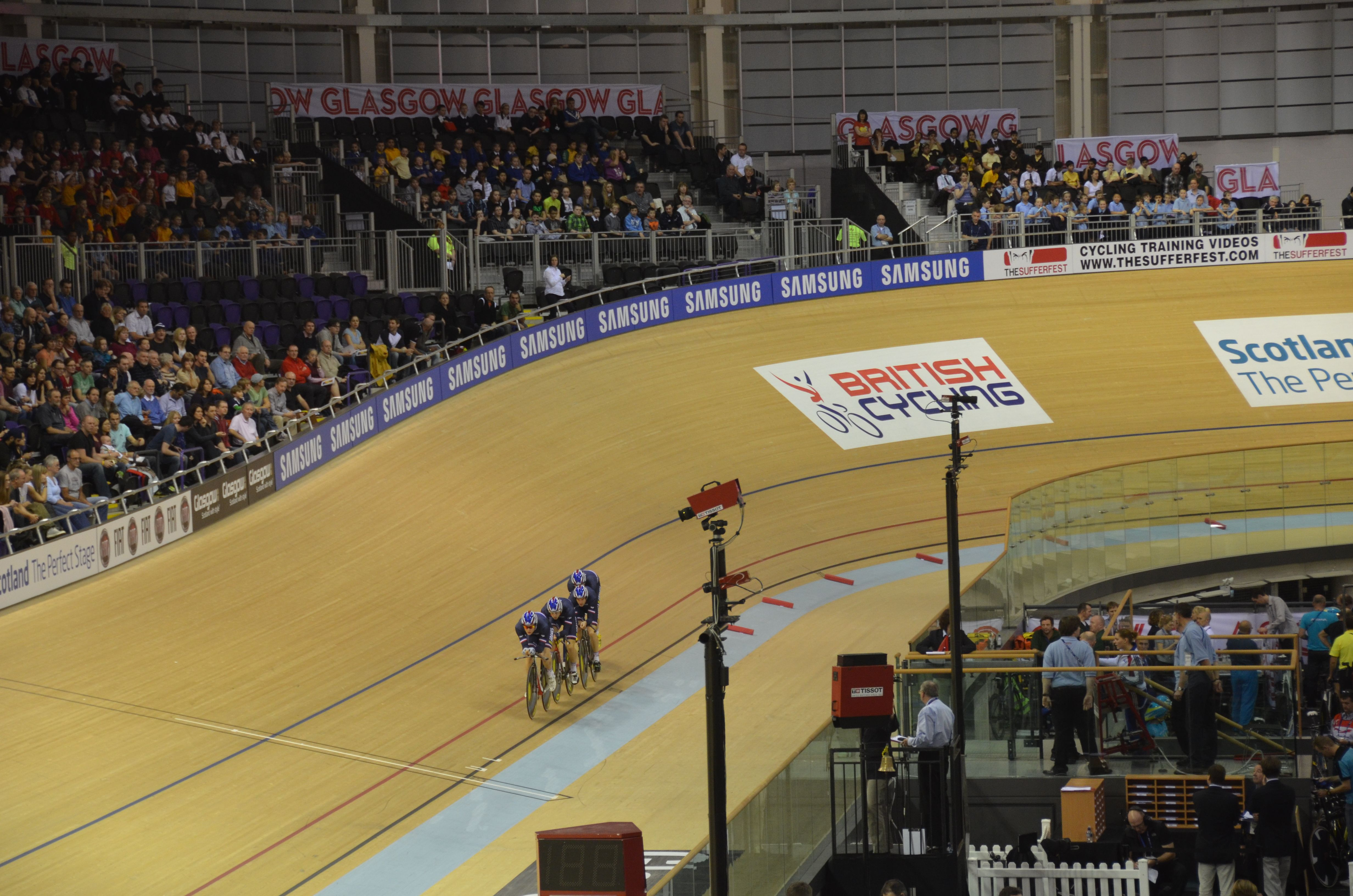
Le Sir Chris Hoy Velodrome accueillant une manche de la coupe du monde de cyclisme sur piste 2012-2013

Le vélodrome porte le nom de Chris Hoy, cycliste écossais médaillé d'or aux Jeux olympiques et aux Jeux du Commonwealth. Il est doté d'une piste de 250 mètres et a une capacité de 2 500 spectateurs (dont 2 000 assis). Durant les Jeux du Commonwealth de 2014, des tribunes provisoires ont permis d'élever cette capacité à 4 500 spectateurs. Les plans du vélodrome ont été conçus par l'architecte en chef Ralf Schüermann.
Ouvert en octobre 2012, le vélodrome a accueilli à trois reprises une manche de la Coupe du monde (2012-2013, 2016-2017 et 2019-2020), les championnats du monde de cyclisme sur piste juniors 2013, et les championnats d'Europe de cyclisme sur piste 2018, dans le cadre des premiers championnats sportifs européens. Il est également l'hôte des championnats du monde de cyclisme sur piste 2023.